# Дутовлє
Дутовлє (словен. Dutovlje) — поселення в общині Сежана, Регіон Обално-крашка, Словенія. Висота над рівнем моря: 313,2 м. Розташоване близько до кордону з Італією.